# Madison Janssen
Madison Janssen (nascida em 13 de novembro de 1994) é uma ciclista paralímpica australiana, campeã mundial, várias vezes conquistou o título nacional e é recordista mundial. Representou a Austrália no ciclismo dos Jogos Paralímpicos de Verão de 2016, realizados no Rio de Janeiro, Brasil, onde conquistou a medalha de bronze na prova feminina de 1 km contrarrelógio.